# Burkina Faso az 1988. évi nyári olimpiai játékokon
Burkina Faso a dél-koreai Szöulban megrendezett 1988. évi nyári olimpiai játékok egyik részt vevő nemzete volt. Az országot az olimpián 2 sportágban 6 sportoló képviselte, akik érmet nem szereztek.

## Atlétika
Férfi
| Versenyző          | Versenyszám | Előfutam | Előfutam | Előfutam | Negyeddöntő | Negyeddöntő | Negyeddöntő | Elődöntő | Elődöntő | Elődöntő | Döntő   | Döntő    |
| Versenyző          | Versenyszám | Idő      | Hely.    | Össz.    | Idő         | Hely.       | Össz.       | Idő      | Hely.    | Össz.    | Idő     | Helyezés |
| ------------------ | ----------- | -------- | -------- | -------- | ----------- | ----------- | ----------- | -------- | -------- | -------- | ------- | -------- |
| Harouna Pale       | 200 m       | 21,33    | 3.       | 32.**    | 21,35       | 7.          | 32.*        | kiesett  | kiesett  | kiesett  | kiesett | kiesett  |
| Harouna Pale       | 100 m       | 10,76    | 5.       | 65.*     | kiesett     | kiesett     | kiesett     | kiesett  | kiesett  | kiesett  | kiesett | kiesett  |
| Alexandre Yougbare | 100 m       | 10,90    | 7.       | 74.*     | kiesett     | kiesett     | kiesett     | kiesett  | kiesett  | kiesett  | kiesett | kiesett  |
| Alexandre Yougbare | 200 m       | 22,14    | 4.       | 60.      | kiesett     | kiesett     | kiesett     | kiesett  | kiesett  | kiesett  | kiesett | kiesett  |

| Versenyző     | Versenyszám | Selejtező                | Selejtező                | Döntő    | Döntő    |
| Versenyző     | Versenyszám | Eredmény                 | Helyezés                 | Eredmény | Helyezés |
| ------------- | ----------- | ------------------------ | ------------------------ | -------- | -------- |
| Cheick Seynou | Magasugrás  | érvényes kísérlet nélkül | érvényes kísérlet nélkül | kiesett  | kiesett  |

Női
| Versenyző        | Versenyszám | Előfutam | Előfutam | Előfutam | Negyeddöntő | Negyeddöntő | Negyeddöntő | Elődöntő | Elődöntő | Elődöntő | Döntő   | Döntő    |
| Versenyző        | Versenyszám | Idő      | Hely.    | Össz.    | Idő         | Hely.       | Össz.       | Idő      | Hely.    | Össz.    | Idő     | Helyezés |
| ---------------- | ----------- | -------- | -------- | -------- | ----------- | ----------- | ----------- | -------- | -------- | -------- | ------- | -------- |
| Mariama Ouiminga | 100 m       | 12,62    | 8.       | 62.      | kiesett     | kiesett     | kiesett     | kiesett  | kiesett  | kiesett  | kiesett | kiesett  |
| Mariama Ouiminga | 200 m       | 26,08    | 7.       | 55.      | kiesett     | kiesett     | kiesett     | kiesett  | kiesett  | kiesett  | kiesett | kiesett  |

* - egy másik versenyzővel azonos eredményt ért el

** - két másik versenyzővel azonos eredményt ért el

## Ökölvívás
| Versenyző        | Versenyszám   | Selejtező         | 32-es főtábla                 | Nyolcaddöntő                 | Negyeddöntő       | Elődöntő          | Döntő             | Helyezés |
| Versenyző        | Versenyszám   | Ellenfél Eredmény | Ellenfél Eredmény             | Ellenfél Eredmény            | Ellenfél Eredmény | Ellenfél Eredmény | Ellenfél Eredmény | Helyezés |
| ---------------- | ------------- | ----------------- | ----------------------------- | ---------------------------- | ----------------- | ----------------- | ----------------- | -------- |
| Moussa Kagambega | Pehelysúly    | erőnyerő          | Omar Catari (VEN) · KO        | kiesett                      | kiesett           | kiesett           | kiesett           | 17.      |
| Sounaila Sagnon  | Nagyváltósúly | erőnyerő          | John Boscoe Waigo (UGA) · RSC | Jevgenyij Zajcev (URS) · RSC | kiesett           | kiesett           | kiesett           | 9.       |

RSC – a mérkőzésvezető megállította a mérkőzést